# 外贝加尔军区
外贝加尔军区（俄语：Забайкальский военный округ）是苏联武装部队和俄罗斯联邦武装部队军区，建立于1935年5月17日，下辖布里亚特、赤塔州、雅库特。总部位于赤塔。1998年12月解散并与西伯利亚军区合并。